# Volvo Masters 1984 - Doppio
Il doppio del torneo di tennis Volvo Masters 1984, facente parte della categoria Grand Prix, ha avuto come vincitori Peter Fleming e John McEnroe che hanno battuto in finale 6–3, 6–1 Mark Edmondson e Sherwood Stewart.

## Tabellone

### Legenda
| - Q = Qualificato - WC = Wild card - LL = Lucky loser | - ALT = Alternate - SE = Special Exempt - PR = Protected Ranking | - w/o = Walkover - r = Ritirato - d = Squalificato |

### Finali
|  | Quarti di finale               | Quarti di finale               | Quarti di finale               | Quarti di finale | Quarti di finale |  |  | Semifinali                      | Semifinali                      | Semifinali                 | Semifinali                 | Semifinali                 |   |   | Finale                          | Finale                          | Finale                          | Finale | Finale |  |
|  |                                |                                |                                |                  |                  |  |  |                                 |                                 |                            |                            |                            |   |   |                                 |                                 |                                 |        |        |  |
|  |                                |                                |                                |                  |                  |  |  | Mark Edmondson Sherwood Stewart | Mark Edmondson Sherwood Stewart | 6                          | 4                          | 6                          |   |   |                                 |                                 |                                 |        |        |  |
|  | Ken Flach Robert Seguso        | Ken Flach Robert Seguso        | Ken Flach Robert Seguso        | 4                | 3                |  |  | Kevin Curren Steve Denton       | Kevin Curren Steve Denton       | 3                          | 6                          | 2                          |   |   |                                 |                                 |                                 |        |        |  |
|  | Kevin Curren Steve Denton      | Kevin Curren Steve Denton      | Kevin Curren Steve Denton      | 6                | 6                |  |  |                                 |                                 |                            |                            |                            |   |   | Mark Edmondson Sherwood Stewart | Mark Edmondson Sherwood Stewart | Mark Edmondson Sherwood Stewart | 3      | 1      |  |
|  | Heinz Günthardt Balázs Taróczy | Heinz Günthardt Balázs Taróczy | Heinz Günthardt Balázs Taróczy | 2                | 4                |  |  |                                 |                                 | Peter Fleming John McEnroe | Peter Fleming John McEnroe | Peter Fleming John McEnroe | 6 | 6 |                                 |                                 |                                 |        |        |  |
|  | Pavel Složil Tomáš Šmíd        | Pavel Složil Tomáš Šmíd        | Pavel Složil Tomáš Šmíd        | 6                | 6                |  |  | Pavel Složil Tomáš Šmíd         | Pavel Složil Tomáš Šmíd         | Pavel Složil Tomáš Šmíd    | 4                          | 3                          |   |   |                                 |                                 |                                 |        |        |  |
|  |                                |                                |                                |                  |                  |  |  | Peter Fleming John McEnroe      | Peter Fleming John McEnroe      | Peter Fleming John McEnroe | 6                          | 6                          |   |   |                                 |                                 |                                 |        |        |  |